# Рілпівірин
Рілпівірин (міжнародна транскрипція RPV) — синтетичний противірусний препарат з групи ненуклеозидних інгібіторів зворотньої транскриптази для прийому всередину. Рілпівірин розроблений компанією «Tibotec», яка уперше розпочала його випуск під торговою маркою «Едурант».

## Фармакологічні властивості
Рілпівірин — синтетичний противірусний препарат з групи ненуклеозидних інгібіторів зворотньої транскриптази. Механізм дії препарату полягає неконкурентному пригніченні ферменту вірусу ВІЛ-1 — зворотньої транскриптази. Рілпівірин не інгібує α-, β- та γ-ДНК-полімерази. Рілпівірин активний виключно до вірусу імунодефіциту людини І типу. Під час клінічних досліджень рілпівірину встановлено меншу частоту побічних ефектів та однакову ефективність проти вірусу ВІЛ-1 у порівнянні з іншим ненуклеозидним інгібітором зворотньої транскриптази — ефавірензом.

### Фармакокінетика
Рілпівірин при прийомі всередину відносно повільно всмоктується, максимальна концентрація в крові досягається протягом 4—5 годин, після прийому жирної їжі всмоктування препарату покращується. Біодоступність рілпівірину не досліджена. Рілпівірин добре зв'язується з білками плазми крові. Невідомо, чи препарат проникає через гематоенцефалічний бар'єр. Немає даних, чи рілпівірин проникає через плацентарний бар'єр та виділяється в грудне молоко. Препарат метаболізується в печінці, виводиться з організму переважно нирками у вигляді неактивних метаболітів, виводиться з організму частково з калом. Період напіввиведення рілпівірину складає в середньому 45 годин, немає даних про зміну цього часу при печінковій та нирковій недостатності.

## Показання до застосування
Рілпівірин застосовується для лікування інфекції, спричиненої вірусом ВІЛ-1 виключно у складі комбінованої терапії у дорослих. Монотерапія препаратом не застосовується у зв'язку з швидким розвитком резистентності вірусу ВІЛ до препарату.

## Побічна дія
При застосуванні рілпівірину нечасто (переважно із частотою 1—2 %) можливі наступні побічні ефекти: висипання на шкірі, нудота, блювання, зниження апетиту, біль в животі, головний біль, порушення сну, сонливість, незвичні сновидіння, запаморочення, зниження настрою, ліподистрофія; частіше можуть спостерігатися зміни лабораторних показників — до 6 % підвищення рівня активності амінотрансфераз та ГГТП в крові, гіперхолестеринемія; рідше (1—2 %) підвищення рівня ліпази в крові, гіперглікемія, анемія, лейкопенія, тромбоцитопенія, гіпертригліцеридемія. При прийомі високих доз препарату можливе подовження інтервалу QT на ЕКГ.
Під час проведення комбінованої антиретровірусної терапії у хворих зростає імовірність лактатацидозу та гепатонекрозу. При проведенні ВААРТ у хворих зростає імовірність розвитку серцево-судинних ускладнень, гіперглікемії та гіперлактемії. Під час проведення ВААРТ зростає імовірність синдрому відновлення імунної системи із загостренням латентних інфекцій.

## Протипокази
Рілпівірин протипоказаний при підвищеній чутливості до препарату, при непереносимості лактози або глюкозно-галактозній мальабсорбції, при важкій печінковій недостатності. Препарат не застосовується особам віком до 18 років. Рілпівірин не застосовується при вагітності та годуванні грудьми. Препарат не застосовується разом із рифампіцином, рифабутином, рифапентином, протисудомними препаратами, глюкокортикоїдними гормонами системної дії, інгібіторами протонної помпи, препаратами звіробою. З обережністю застосовується з препаратами, що подовжують інтервал QT на ЕКГ (астемізолом, цизапридом, терфенадином).

## Форми випуску
Рілпівірин випускається у вигляді таблеток по 0,025 г.